# NGC 7548
NGC 7548 é uma galáxia lenticular (SB0) localizada na direcção da constelação de Pegasus. Possui uma declinação de +25° 16' 55" e uma ascensão recta de 23 horas, 15 minutos e 11,1 segundos.
A galáxia NGC 7548 foi descoberta em 30 de Setembro de 1861 por Heinrich Louis d'Arrest.